# وضعیت حقوقی ازدواج همجنس‌گرایان
این مقاله در مورد وضعیت ازدواج همجنس گرایان در سراسر جهان است. برای وضعیت قانون اتحادیه همجنس‌گرایان، به قانون اتحادیه همجنس‌گرایان مراجعه کنید.
همچنین ببینید: حقوق ال‌جی‌بی‌تی در کشورهای گوناگون
وضعیت حقوقی ازدواج همجنس‌گرایان (انگلیسی: Legal status of same-sex marriage) در سال‌های اخیر در حوزه‌های قضایی متعدد در سراسر جهان تغییر کرده‌است. روندهای جاری و اجماع مراجع سیاسی و ادیان در سراسر جهان در این مقاله خلاصه شده‌است.

## نمای کلی نقشه جهان
الگو:World homosexuality laws map

## شناخت مدنی

### خلاصه جهانی
ازدواج همجنس‌گرایان در کشورهای زیر قانونی است (یا به زودی قانونی خواهد شد):
|    | کشور                | روش قانونی سازی                                                               | تاریخ قانونی شدن در سراسر کشور | توضیحات |
| -- | ------------------- | ----------------------------------------------------------------------------- | ------------------------------ | --- |
| ۱  | هلند                | تصویب شده توسط کل ایالت‌ها                                                     | ۱ آوریل ۲۰۰۱                   | در سال ۲۰۱۲ در شهرداری‌های خاص بونیر، سینت اوستاتیوس و سابا قانونی شد. در کشورهای تشکیل‌دهنده آروبا، کوراسائو و سنت مارتن قانونی نیست.                                             |
| ۲  | بلژیک               | تصویب شده توسط پارلمان فدرال بلژیک                                            | ۱ ژوئن ۲۰۰۳                    | |
| ۳  | اسپانیا             | Passed by the Cortes Generales                                                | ۳ ژوئیه ۲۰۰۵                   | |
| ۴  | کانادا              | تصویب شده توسط پارلمان کانادا                                                 | ۲۰ ژوئیه ۲۰۰۵                  | از سال ۲۰۰۳ در برخی استان‌ها و مناطق قانونی است |
| ۵  | آفریقای جنوبی       | تصویب شده توسط پارلمان آفریقای جنوبی                                          | ۳۰ نوامبر ۲۰۰۶                 | |
| ۶  | نروژ                | Passed by the Storting                                                        | ۱ ژانویه ۲۰۰۹                  | |
| ۷  | سوئد                | Passed by the Riksdag                                                         | ۱ مه ۲۰۰۹                      | |
| ۸  | پرتغال              | تصویب شده توسط مجلس جمهوری                                                    | ۵ ژوئن ۲۰۱۰                    | |
| ۹  | ایسلند              | Passed by the Althing                                                         | ۲۷ ژوئن ۲۰۱۰                   | |
| ۱۰ | آرژانتین            | تصویب شده توسط کنگره ملت آرژانتین                                             | ۲۲ ژوئیه ۲۰۱۰                  | |
| ۱۱ | دانمارک             | Passed by the Folketing                                                       | ۱۵ ژوئن ۲۰۱۲                   | در کشورهای تشکیل دهنده گرینلند در سال ۲۰۱۶ و جزایر فارو در سال ۲۰۱۷ قانونی شد.                                                                                                   |
| ۱۲ | برزیل               | حکم شورای دادگستری ملی                                                        | ۱۶ مه ۲۰۱۳                     | از سال ۲۰۱۱ در برخی ایالت‌ها قانونی است. نگرانی‌هایی وجود دارد که ازدواج همجنس گرایان برزیل در سال ۲۰۲۳ لغو شود.                                                                   |
| ۱۳ | فرانسه              | تصویب شده توسط پارلمان فرانسه                                                 | ۱۸ مه ۲۰۱۳                     | |
| ۱۴ | اروگوئه             | تصویب شده توسط مجمع عمومی اروگوئه                                             | ۵ اوت ۲۰۱۳                     | |
| ۱۵ | نیوزیلند            | تصویب شده توسط مجلس نمایندگان نیوزلند                                         | ۱۹ اوت ۲۰۱۳                    | به استثنای قلمرو توکلائو. در ایالت‌های مرتبط نیو و جزایر کوک قانونی نیست |
| ۱۶ | لوکزامبورگ          | تصویب شده توسط مجلس نمایندگان                                                 | ۱ ژانویه ۲۰۱۵                  | |
| ۱۷ | ایالات متحده آمریکا | رای دیوان عالی ایالات متحده                                                   | ۲۶ ژوئن ۲۰۱۵                   | در برخی ایالت‌ها از سال ۲۰۰۴ قانونی است. در برخی از رزرواسیون‌های دولتی و ساموآی آمریکایی قانونی نیست                                                                              |
| ۱۸ | ایرلند              | تصویب شده توسط رفراندم و تصویب توسط Oireachtas                                | ۱۶ نوامبر ۲۰۱۵                 | |
| ۱۹ | کلمبیا              | حکم دادگاه قانون اساسی کلمبیا                                                 | ۲۸ آوریل ۲۰۱۶                  | |
| ۲۰ | فنلاند              | تصویب شده توسط Eduskunta                                                      | ۱ مارس ۲۰۱۷                    | |
| ۲۱ | مالت                | تصویب شده توسط پارلمان مالت                                                   | ۱ سپتامبر ۲۰۱۷                 | |
| ۲۲ | آلمان               | با تصویب بوندس‌تاگ و بوندسرات                                                  | ۱ اکتبر ۲۰۱۷                   | |
| ۲۳ | استرالیا            | تأیید شده توسط نظرسنجی پستی قانون ازدواج استرالیا و به تصویب پارلمان استرالیا | ۹ دسامبر ۲۰۱۷                  | |
| ۲۴ | اتریش               | رأی دادگاه قانون اساسی اتریش                                                  | ۱ ژانویه ۲۰۱۹                  | |
| ۲۵ | تایوان              | پس از حکم دادگاه قانون اساسی تایوان توسط یوان قانونی تصویب شد.                | ۲۴ مه ۲۰۱۹                     | |
| ۲۶ | اکوادور             | حکم دادگاه قانون اساسی اکوادور                                                | ۸ ژوئیه ۲۰۱۹                   | |
| ۲۷ | بریتانیا            | با تصویب پارلمان بریتانیا و پارلمان اسکاتلند                                  | ۱۳ ژانویه ۲۰۲۰                 | از سال ۲۰۱۴ در انگلستان، ولز و اسکاتلند قانونی است. از سال ۲۰۲۰ در ایرلند شمالی قانونی است. قانونی در اکثر سرزمین‌های خارج از کشور بریتانیا به جز در سرزمین‌های کارائیب.           |
| ۲۸ | کاستاریکا           | حکم دادگاه عالی کاستاریکا                                                     | ۲۶ مه ۲۰۲۰                     | |
| ۲۹ | شیلی                | تصویب شده توسط کنگره ملی شیلی                                                 | ۱۰ مارس ۲۰۲۲                   | |
| ۳۰ | سوئیس               | تصویب شده توسط مجمع فدرال سوئیس و تصویب در یک همه‌پرسی                         | ۱ ژوئیه ۲۰۲۲                   | |
| ۳۱ | اسلوونی             | حکم دادگاه قانون اساسی اسلوونی                                                | ۹ ژوئیه ۲۰۲۲                   | |
| ۳۲ | کوبا                | تصویب شده توسط مجمع ملی قدرت خلق و تصویب در یک همه‌پرسی                        | ۲۷ سپتامبر ۲۰۲۲                | |
| ۳۳ | مکزیک               | ترکیبی از احکام اجرایی، اقدامات تقنینی و احکام قضایی                          | ۳۱ دسامبر ۲۰۲۲                 | از سال ۲۰۱۰ در مکزیکوسیتی و از سال ۲۰۱۲ در برخی ایالت‌ها قانونی است. |
| ۳۴ | آندورا              | تصویب شده توسط شورای عمومی                                                    | ۱۷ فوریه ۲۰۲۳                  | |
| –  | استونی              | Passed by the Riigikogu                                                       | 1 ژانویه ۲۰۲۴                  | |
| –  | نپال                | حکم یک قاضی تک قاضی دادگاه عالی نپال                                          | (?) ۲۸ ژوئن ۲۰۲۳               | یک قاضی مجرد با صدور حکمی به دولت دستور داد تا ازدواج «زوجین غیرسنتی و اقلیت‌های جنسی» را «به‌طور موقت ثبت کند». دولت هنوز قانون حمایتی برای ازدواج همجنس گرایان را تصویب نکرده‌است |

## نظرسنجی ها
نظرسنجی برای ازدواج همجنس گرایان بر اساس کشور
- ازدواج همجنس گرایان در سراسر کشور انجام شد
- ازدواج همجنس گرایان در برخی از نقاط کشور انجام می شود
- اتحادیه های مدنی یا مشارکت های ثبت شده در سراسر کشور
- فعالیت جنسی همجنسگرایان غیرقانونی است

الگو:Same-sex marriage opinion polls worldwide
1. ↑  تصویب شده توسط کنگره ایالات متحده در ۱۳ دسامبر ۲۰۲۲
2. ↑  تصویب شده توسط پارلمان اسلوونی در ۴ اکتبر ۲۰۲۲